# 锁掷酵母目
锁掷酵母目（学名：Sporidiobolales）为微球黑粉菌纲的一个科。此科的模式属为锁掷酵母属(Sporidobolus)。

## 下级分类
- 锁掷酵母科 Sporidiobolaceae
- 擲孢酵母科 Sporobolomycetaceae

未指定科的属
- 掷孢子酵母属 Ballistosporomyces
- 红酵母属 Rhodotorula